# Richard de Vernon
Los orígenes de Richard de Vernon son oscuros y su perfil se confunde a menudo con Richard de Redvers, que puede ser (o no) la misma persona.
Richard de Vernon también Richard de Reviers y Richard de Shipbrooke (c. 1060-8 de septiembre de 1107) fue un noble caballero anglonormando, señor de Reviers, de Montebourg, de la isla de Wight y Exeter, barón de Néhou, de Tiverton y Plympton. Primer conde de Devonshire. Hijo de Guillermo de Vernon y de Emma fitz Osbern (c. 1034-1060), hija de Osbern de Crépon.
Richard de Vernon participó en la conquista normanda de Inglaterra y luchó en la batalla de Hastings junto con su hermano Walter, por lo que recibió tierras en Cheshire. Richard se estableció en Shipbrook, a unos 3 kilómetros al sureste de Northwich, y fue nombrado barón de Shipbrooke, una de las ocho antiguas baronías de Hugo Lupus, primer conde de Chester. A la muerte de su hermano Walter, recibió su heredad.
Fue un fiel consejero del hijo menor del Conquistador, el rey Enrique I de Inglaterra y lo ayudó en su lucha contra su hermano Robert Curthose por el control del trono inglés. Fue testimonio de más de 20 cartas y órdenes reales de Enrique, y en ocasiones como único testigo. A su muerte en 1107, de Vernon se había convertido en uno de los barones más ricos y poderosos de Inglaterra. Enrique I lo recompensó con importantes concesiones de tierras, entre ellas las de Plympton en Devon, Carisbrooke en la isla de Wight (confiscada a Roger de Breteuil tras el fiasco de la rebelión de los Condes en 1075) y Christchurch en Hampshire. Además, poseía propiedades en Normandía, en el Cotentin.
Donó los diezmos de Aston y Picton a la Abadía de San Werburgh en Cheshire en 1093. Ricardo falleció el 8 de septiembre de 1107 y fue enterrado en la abadía de Montebourg, fundada por él mismo, en Normandía. Su lealtad fue reconocida por Anselmo de Canterbury.

## Herencia
Richard de Vernon se casó con Adzelia, hija de William Peverell el Viejo, quien se rumoreaba que era hijo ilegítimo de Guillermo el Conquistador. Con su matrimonio adquirió los señoríos de Crowell en Oxfordshire y Woolley en Berkshire. Fruto de esa relación nacieron varios hijos:
- Joanna de Reviers (c. 1080-1140), esposa de Brugo (Broyo) de Briwere (c. 1060-1086);
- Baldwin de Reviers (c. 1090 - 1155), primer conde de Devon;
- Guillermo II de Vernon (c. 1095-1174), 2º barón de Shipbrook. Marido de Lucy de Tancarville (c. 1090-1165), una hija de Guillermo de Tancarville;
- Mabilia de Reviers (c. 1100-1143). Esposa de Anchetil de Greye;
- Hugh de Reviers (c. 1096-?);
- Hawise de Reviers (c. 1098-?);
- Roberto de Reviers (c. 1094-?).